# Parafia św. Paraskiewy w Wilnie
Parafia św. Męczennicy Paraskiewy – parafia prawosławna w Wilnie, w dekanacie wileńskim miejskim eparchii wileńskiej i litewskiej Rosyjskiego Kościoła Prawosławnego.
Parafia została erygowana w 2012 r. dekretem arcybiskupa wileńskiego i litewskiego Innocentego, poprzez wydzielenie z parafii katedralnej Zaśnięcia Matki Bożej. Świątynią parafialną jest cerkiew św. Paraskiewy. Wszystkie nabożeństwa są celebrowane w języku litewskim. W 2019 r. parafia liczyła około 30 osób.
Obecnym (od 2019 r.) proboszczem parafii jest ks. Vitalis Dauparas.